# Wuppertaler Sport-Verein 2012-2013
Questa voce raccoglie le informazioni riguardanti il Wuppertaler Sport-Verein nelle competizioni ufficiali della stagione 2012-2013.

## Stagione
Nella stagione 2012-2013 il Wuppertal, allenato da Hans-Günter Bruns, Jörg Jung, Peter Radojewski e Reinhold Fanz, concluse il campionato di Regionalliga ovest al 15º posto.

## Rosa
| N. |                     | Ruolo | Calciatore          |
| -- | ------------------- | ----- | ------------------- |
| 1  | Germania (bandiera) | P     | Christoph Semmler   |
| 2  | Germania (bandiera) | D     | Davide Leikauf      |
| 4  | Germania (bandiera) | D     | Robert Fleßers      |
| 5  | Germania (bandiera) | D     | Christian Hausmann  |
| 6  | Germania (bandiera) | D     | Benjamin Reichert   |
| 7  | Germania (bandiera) | C     | Rachid El Hammouchi |
| 9  | Germania (bandiera) | A     | Benedikt Schröder   |
| 10 | Turchia (bandiera)  | C     | Mehmet Boztepe      |
| 10 | Germania (bandiera) | C     | Robert Mainka       |
| 11 | Germania (bandiera) | A     | Hans Kyei           |
| 14 | Germania (bandiera) | C     | Kevin Weggen        |
| 16 | Germania (bandiera) | D     | Thomas Schlieter    |
| 17 | Germania (bandiera) | D     | Markus Wolf         |

| N. |                     | Ruolo | Calciatore           |
| -- | ------------------- | ----- | -------------------- |
| 20 | Germania (bandiera) | C     | Jan-Steffen Meier    |
| 21 | Germania (bandiera) | C     | Florian Abel         |
| 22 | Germania (bandiera) | D     | Felix Herzenbruch    |
| 22 | Germania (bandiera) | C     | Danny Cornelius      |
| 23 | Germania (bandiera) | D     | Patrick Polk         |
| 24 | Germania (bandiera) | C     | Florian Grün         |
| 26 | Germania (bandiera) | D     | Jochen Schumacher    |
| 27 | Germania (bandiera) | D     | Marco Neppe          |
| 29 | Germania (bandiera) | A     | Laurenz Wassinger    |
| 32 | Austria (bandiera)  | P     | Martin Klafflsberger |
|    | Turchia (bandiera)  | D     | Devrim Kalaycı       |
|    | Germania (bandiera) | C     | Tim Knetsch          |
|    | Germania (bandiera) | A     | Ramiz Pasiov         |

## Organigramma societario
Area tecnica
- Allenatore: Reinhold Fanz
- Allenatore in seconda: Christoph Liehn, Farat Toku
- Preparatore dei portieri: Dirk Zimmermann
- Preparatori atletici:
- Analisi video:

## Calciomercato

### Sessione estiva
| Acquisti | Acquisti          | Acquisti               | Acquisti |
| R.       | Nome              | da                     | Modalità |
| -------- | ----------------- | ---------------------- | -------- |
| C        | Mehmet Boztepe    | Emmen                  |          |
| C        | Florian Abel      | RW Oberhausen          |          |
| C        | Danny Cornelius   | Lubecca                |          |
| C        | Florian Grün      | 1. FC Wülfrath         |          |
| C        | Robert Mainka     | Wiedenbrück            |          |
| D        | Marco Neppe       | Osnabrück              |          |
| D        | Patrick Polk      | Bochum U19             |          |
| D        | Benjamin Reichert | RW Oberhausen          |          |
| D        | Jochen Schumacher | Borussia M'gladbach II |          |
| A        | Laurenz Wassinger | Bochum II              |          |
| C        | Kevin Weggen      | Rot-Weiss Essen U19    |          |
| D        | André Wiwerink    | Sportfreunde Lotte     |          |
| D        | Markus Wolf       | Rot-Weiss Essen II     |          |

| Cessioni | Cessioni          | Cessioni          | Cessioni |
| R.       | Nome              | a                 | Modalità |
| -------- | ----------------- | ----------------- | -------- |
| C        | Benjamin Baltes   | Uerdingen 05      |          |
| C        | Ben Abelski       | Wuppertal II      |          |
| C        | Ken Asaeda        | RW Oberhausen     |          |
| C        | Dennis Brinkmann  | Bochum II         |          |
| D        | Daniel Flottmann  | Fortuna Colonia   |          |
| A        | Bekim Kastrati    | TSV Meerbusch     |          |
| C        | Nico Matern       | Drochtersen-Assel |          |
| P        | Sascha Samulewicz | Uerdingen 05      |          |
| P        | Bastian Sube      | Wuppertal II      |          |
| C        | Maciej Zięba      | Wehen Wiesbaden   |          |
| D        | Jörn Zimmermann   | F. Düsseldorf II  |          |

### Sessione invernale
| Acquisti | Acquisti  | Acquisti | Acquisti |
| R.       | Nome      | da       | Modalità |
| -------- | --------- | -------- | -------- |
| A        | Hans Kyei | Hüls     |          |

| Cessioni | Cessioni            | Cessioni             | Cessioni |
| R.       | Nome                | a                    | Modalità |
| -------- | ------------------- | -------------------- | -------- |
| A        | Marco Quotschalla   | Eintracht Treviri    |          |
| C        | Marcel Landers      | RW Oberhausen        |          |
| D        | Felix Haas          | RW Oberhausen        |          |
| A        | Christian Knappmann | Borussia Dortmund II |          |
| D        | André Wiwerink      | Sportfreunde Lotte   |          |

## Risultati

### Regionalliga

#### Girone di andata
| Arbitro: | Börner |

|             |           |            |
| Schmidt 77’ | Marcatori | 18’ Mainka |

| Arbitro: | Winkmann |

|                |           |                      |
| Schumacher 45’ | Marcatori | 41’ Pagano 78’ Kraus |

| Arbitro: | Waschitzki-Günther |

|                     |           |                                                                   |
| Golley 13’ Díaz 33’ | Marcatori | 7’ Quotschalla 19’ Moosmayer 48’ Knappmann 58’ Abel 75’ Wassinger |

| Arbitro: | Altehenger |

|                                       |           |  |
| Landers 22’, 72’ Knappmann 57’ (rig.) | Marcatori |  |

| Arbitro: | Heinrichs |

|  |           |                                        |
|  | Marcatori | 21’ Wiwerink 63’ Landers 75’ Knappmann |

| Arbitro: | Sevinc |

|                                   |           |          |
| Knappmann 31’ (rig.) Wiwerink 53’ | Marcatori | 50’ Kohr |

| Arbitro: | Bläser |

|  |           |               |
|  | Marcatori | 53’ Knappmann |

| Arbitro: | Heinrichs |

|                           |           |                     |
| Knappmann 31’ Landers 49’ | Marcatori | 64’ (rig.) Langlitz |

| Arbitro: | Hüwe |

|                                             |           |  |
| Jansen 6’, 35’ Dayangan 67’ Studtrucker 80’ | Marcatori |  |

| Arbitro: | Storks |

|                           |           |                                |
| Fleßers 60’ Knappmann 90’ | Marcatori | 6’ Müller 89’ (aut.) Schlieter |

| Arbitro: | Athanassiadis |

|                                    |           |                                           |
| Kastrati 5’ Taşkin 10’ Reinert 64’ | Marcatori | 19’ Landers 66’ Quotschalla 81’ Knappmann |

| Arbitro: | Sauer |

|  |           |                         |
|  | Marcatori | 37’ Dams 90’ Dertwinkel |

| Arbitro: | Visse |

|                      |           |             |
| Engelbrecht 21’, 56’ | Marcatori | 50’ Fleßers |

| Arbitro: | Siewer |

|                                      |           |           |
| Fleßers 5’ Knappmann 49’ Landers 56’ | Marcatori | 29’ Sindi |

| Arbitro: | Storks |

|  |           |             |
|  | Marcatori | 47’ Gatarić |

| Siegen 18 novembre 2012, ore 14:30 CET 16ª giornata | Siegen | 0 – 0 referto | Wuppertal | Leimbachstadion (1 967 spett.)\| Arbitro: \| Sevinc \| |
| Arbitro:                                            | Sevinc |               |           |                                                        |

| Arbitro: | Siewer |

|                                    |           |                      |
| Rodenberg 52’ (aut.) Knappmann 61’ | Marcatori | 70’ Heppke 80’ Sawin |

| Arbitro: | Siewer |

|            |           |              |
| Onucka 66’ | Marcatori | 2’ Knappmann |

| Arbitro: | Athanassiadis |

|               |           |                   |
| Knappmann 30’ | Marcatori | 54’ Großeschallau |

#### Girone di ritorno
| Arbitro: | Schäfer |

|           |           |             |
| Meier 26’ | Marcatori | 9’ Musculus |

| Arbitro: | Bläser |

|                |           |          |
| Cannizzaro 90’ | Marcatori | 89’ Abel |

| Arbitro: | Visse |

|                                     |           |            |
| Wassinger 35’ Boztepe 38’ Meier 42’ | Marcatori | 72’ Golley |

| Arbitro: | Maibaum |

|                           |           |                             |
| Windmüller 57’ Maouel 73’ | Marcatori | 3’ Hausmann 63’ Herzenbruch |

| Arbitro: | Heinrichs |

|                      |           |                                            |
| Kyei 21’, 89’ (rig.) | Marcatori | 29’ Bednarski 64’ (rig.) Erwig 85’ Mutluer |

| Leverkusen 24 febbraio 2013, ore 15:00 CET 25ª giornata | Bayer Leverkusen II | 0 – 0 referto | Wuppertal | Ulrich-Haberland-Stadion (550 spett.)\| Arbitro: \| Steffens \| |
| Arbitro:                                                | Steffens            |               |           |                                                                 |

| Arbitro: | Frömel |

|               |           |                    |
| Abel 17’, 90’ | Marcatori | 65’ (rig.) Schmidt |

| Arbitro: | Kinhöfer |

|  |           |                         |
|  | Marcatori | 29’ Boztepe 85’ Fleßers |

| Arbitro: | Waschitzki-Günther |

|  |           |                |
|  | Marcatori | 5’ Studtrucker |

| Arbitro: | Sevinc |

|                           |           |  |
| Müller 58’ Wunderlich 75’ | Marcatori |  |

| Wuppertal 7 aprile 2013, ore 13:00 CEST 30ª giornata | Wuppertal | 0 – 0 referto | Duisburg II | Stadion am Zoo (790 spett.)\| Arbitro: \| Kurtes \| |
| Arbitro:                                             | Kurtes    |               |             |                                                     |

| Arbitro: | Siewer |

|                          |           |  |
| Platzek 50’ Janeczek 59’ | Marcatori |  |

| Arbitro: | Hüwe |

|  |           |                            |
|  | Marcatori | 14’ Kreyer 54’ Scheidhauer |

| Arbitro: | Winkmann |

|             |           |  |
| Caspari 38’ | Marcatori |  |

| Arbitro: | Börner |

|                                |           |              |
| Shapourzadeh 7’ Freiberger 68’ | Marcatori | 35’ Reichert |

| Arbitro: | Frömel |

|                     |           |                            |
| Abel 52’ Pasiov 90’ | Marcatori | 6’ Binder 24’ (rig.) Grebe |

| Arbitro: | Steuer |

|                     |           |                         |
| Rodrigues-Pires 50’ | Marcatori | 2’ Pasiov 65’ Wassinger |

| Arbitro: | Rott |

|                            |           |                                 |
| Reichert 22’ Wassinger 42’ | Marcatori | 5’ Janas 72’ Tumanan 90’ Onucka |

| Arbitro: | Kunsleben |

|                                                    |           |                     |
| Rasp 36’ (rig.) Bömer-Schulte 63’, 68’ Safonov 90’ | Marcatori | 47’ (rig.) Reichert |

## Statistiche

### Statistiche di squadra
| Competizione       | Punti | In casa | In casa | In casa | In casa | In casa | In casa | In trasferta | In trasferta | In trasferta | In trasferta | In trasferta | In trasferta | Totale | Totale | Totale | Totale | Totale | Totale | DR |
| Competizione       | Punti | G       | V       | N       | P       | Gf      | Gs      | G            | V            | N            | P            | Gf           | Gs           | G      | V      | N      | P      | Gf     | Gs     | DR |
| ------------------ | ----- | ------- | ------- | ------- | ------- | ------- | ------- | ------------ | ------------ | ------------ | ------------ | ------------ | ------------ | ------ | ------ | ------ | ------ | ------ | ------ | -- |
| Regionalliga ovest | 46    | 19      | 6       | 6       | 7       | 28      | 27      | 19           | 5            | 7            | 7            | 24           | 28           | 38     | 11     | 13     | 14     | 52     | 55     | -3 |
| Totale             | 46    | 19      | 6       | 6       | 7       | 28      | 27      | 19           | 5            | 7            | 7            | 24           | 28           | 38     | 11     | 13     | 14     | 52     | 55     | -3 |

### Andamento in campionato
| Giornata  | 1 | 2  | 3 | 4 | 5 | 6 | 7 | 8 | 9 | 10 | 11 | 12 | 13 | 14 | 15 | 16 | 17 | 18 | 19 | 20 | 21 | 22 | 23 | 24 | 25 | 26 | 27 | 28 | 29 | 30 | 31 | 32 | 33 | 34 | 35 | 36 | 37 | 38 |
| --------- | - | -- | - | - | - | - | - | - | - | -- | -- | -- | -- | -- | -- | -- | -- | -- | -- | -- | -- | -- | -- | -- | -- | -- | -- | -- | -- | -- | -- | -- | -- | -- | -- | -- | -- | -- |
| Luogo     | T | C  | T | C | T | C | T | C | T | C  | T  | C  | T  | C  | C  | T  | C  | T  | C  | C  | T  | C  | T  | C  | T  | C  | T  | C  | T  | C  | T  | C  | T  | T  | C  | T  | C  | T  |
| Risultato | N | P  | V | V | V | V | V | V | P | N  | N  | P  | P  | V  | P  | N  | N  | N  | N  | N  | N  | V  | N  | P  | N  | V  | V  | P  | P  | N  | P  | P  | P  | P  | N  | V  | P  | P  |
| Posizione | 9 | 13 | 8 | 6 | 5 | 5 | 2 | 2 | 3 | 4  | 5  | 7  | 7  | 7  | 7  | 7  | 7  | 7  | 7  | 7  | 7  | 7  | 7  | 7  | 7  | 7  | 7  | 8  | 8  | 8  | 8  | 8  | 10 | 13 | 13 | 12 | 14 | 15 |

Legenda:

Luogo: C = Casa; T = Trasferta. Risultato: V = Vittoria; N = Pareggio; P = Sconfitta.

### Statistiche dei giocatori
| F. Abel          | 31 | 5  | 4  | 0 |
| M. Boztepe       | 28 | 2  | 1  | 0 |
| D. Cornelius     | 22 | 0  | 2  | 0 |
| R. Fleßers       | 29 | 4  | 13 | 0 |
| F. Grün          | 1  | 0  | 1  | 0 |
| F. Haas          | 7  | 0  | 1  | 0 |
| R. Hammouchi     | 32 | 0  | 3  | 0 |
| C. Hausmann      | 8  | 1  | 0  | 0 |
| F. Herzenbruch   | 21 | 1  | 2  | 0 |
| D. Kalaycı       | 0  | 0  | 0  | 0 |
| M. Klafflsberger | 2  | 0  | 0  | 0 |
| C. Knappmann     | 19 | 12 | 3  | 0 |
| T. Knetsch       | 7  | 0  | 1  | 0 |
| H. Kyei          | 14 | 2  | 0  | 0 |
| M. Landers       | 17 | 6  | 3  | 0 |
| D. Leikauf       | 2  | 0  | 0  | 0 |
| R. Mainka        | 4  | 1  | 1  | 0 |
| J. Meier         | 29 | 2  | 7  | 0 |
| T. Moosmayer     | 19 | 1  | 3  | 0 |
| M. Neppe         | 16 | 0  | 4  | 0 |
| R. Pasiov        | 9  | 2  | 1  | 1 |
| P. Polk          | 4  | 0  | 0  | 0 |
| M. Quotschalla   | 17 | 2  | 3  | 0 |
| B. Reichert      | 33 | 3  | 4  | 1 |
| T. Schlieter     | 18 | 0  | 2  | 0 |
| B. Schröder      | 12 | 0  | 1  | 0 |
| J. Schumacher    | 28 | 1  | 5  | 0 |
| C. Semmler       | 35 | 0  | 4  | 0 |
| B. Sube          | 1  | 0  | 0  | 0 |
| L. Wassinger     | 29 | 4  | 3  | 0 |
| K. Weggen        | 5  | 0  | 2  | 0 |
| A. Wiwerink      | 19 | 2  | 4  | 0 |
| M. Wolf          | 4  | 0  | 0  | 0 |